# Diaz (colonna sonora)
Diaz è la colonna sonora del film del 2012 Diaz - Don't Clean Up This Blood, diretto da Daniele Vicari, pubblicata il 10 aprile 2012 dall'etichetta Radio Fandango.

## Composizione
È stata composta da Teho Teardo che si è occupato anche della produzione, del missaggio e delle registrazioni, avvenute negli studi Basement Recordings di Roma e Studio 108 di Londra tra marzo e dicembre del 2011. Le composizioni sono state interpretate da Teardo insieme al Quartetto Bălănescu ed altri musicisti. Fa eccezione l'ultima traccia Evolution Revolution Love di Tricky dall'album del 2001 Blowback.
L'album ha ricevuto una buona accoglienza dalla critica musicale italiana: Vittore Baroni su Rumore assegna il voto 8 su 10 commentando: «drammatiche e minimali partiture più manifestamente classicheggianti del solito: dolenti melodie circolari e vibranti tensioni cameristiche quasi del tutto spoglie degli abituali beats elettronici, a generare climi d'estenuata attesa ed emozionale apprensione consoni ai crudi eventi narrati.»

## Tracce
Musiche di Teho Teardo, eccetto dove indicato; edizioni musicali Radio Fandango.
1. C'est La Guerre – 2:21
2. I'll Be So Glad When The Sun Goes Down – 6:53
3. Fallen – 2:35
4. The Model Policeman – 4:36
5. A Perfect Agitator – 3:35
6. I'll Meet You On That Other Shore – 1:02
7. Never The Same – 2:46
8. Anatomy Of Melancholy – 6:15
9. Stare A Guardare – 6:32
10. He Done Fell Dead – 1:54
11. Map Of Disappearance – 2:50
12. Wish You Were Husker Du – 2:16
13. Her Blood Dried In The Sun – 1:17
14. Tricky – Evolution Revolution Love – 4:14 (Chris Difford, Ed Kowalczyk, Glenn Tilbrook, Tricky)

Durata totale: 49:06

## Formazione
Nelle tracce 1-13.
- Teho Teardo - chitarra, basso, pianoforte, componimenti elettronici, theremin, sintetizzatore, Piano Rhodes
- Martina Bertoni - violoncello
- Nick Holland - violoncello
- Doug Pierce - contrabbasso
- Lee Leibowitz - contrabbasso
- Matthew Quinlan - contrabbasso
- JC Goodwin - viola
- Katie Wilkinson - viola
- Remy Dault - viola
- Susan Rosenthal - viola
- Alexander Bălănescu - violino
- Alexis Fletcher - violino
- Giacomo Orsi - violino
- Henry Marseille - violino
- James Shenton - violino